# Siegfried Hessenauer
Siegfried Hessenauer (* 4. Juni 1912 in Mannheim; † 15. Februar 1994 in Schwetzingen) war ein deutscher Fußballspieler.

## Werdegang
Der Stürmer Hessenauer begann seine Karriere beim VfL Neckarau, für den er bis 1938 in der seinerzeit erstklassigen Gauliga Baden aktiv war. Daraufhin wechselte er zum FK Austria Wien in die Gauliga Ostmark, wo er bis Oktober 1940 fast alle Spiele spielte und dann nur mehr von April bis August 1942 eingesetzt war. Dann wechselte er zur SS- und Polizeisportgemeinschaft Warschau. Mit den Warschauern wurde Hessenauer im Jahre 1942 Vizemeister der Gauliga Generalgouvernement hinter dem LSV Adler Deblin.
Nachdem die Debliner „kriegsbedingt“ nicht an der Endrunde um die deutsche Meisterschaft 1943 teilnehmen konnten, rückte die Warschauer Mannschaft nach, die sich in der ersten Runde mit 3:1 gegen die BSG DWM Posen durchsetzen konnte. Im Achtelfinale verloren die Warschauer gegen den VfB Königsberg.
Im Sommer 1943 wechselte Hessenauer zu KSG Bielefeld, einer Kriegsspielgemeinschaft der Bielefelder Vereine Arminia und VfB 03 und spielte zwei Jahre in der Gauliga Westfalen. Nach Kriegsende kehrte Hessenauer zum VfL Neckarau zurück und schaffte 1946 den Aufstieg in die Oberliga Süd, für die er in der Saison 1946/47 noch elfmal in der Oberliga spielte.